# マシュー・バーニー:拘束ナシ
『マシュー・バーニー:拘束ナシ』(英語タイトルMatthew Barney: No Restraint) はアリソン・チャーニック監督による2006年のドキュメンタリー映画である。「クレマスター・サイクル」でよく知られる芸術家マシュー・バーニーとその協働パートナーだったシンガーソングライターのビョークが、金沢21世紀美術館での展示準備として日本へ映像作品作りの旅に乗り出す様子を追う。バーニーが「拘束のドローイング9」を創るプロセスを明らかにするものであり、この映画的な「作品」は捕鯨船を用いて撮影されたもので、伝統的な日本の儀礼などの要素を含む幻想的な恋愛物語である。
ベルリン国際映画祭で初上映され、2006年12月からIFC/ワインスタイン・カンパニーが権利獲得するまで映画館で上映された。
日本での配給は、トモ・スズキ・ジャパン。渋谷のライズXを皮切りに、全国で順次上映された。DVDの発売元は、日本コロムビア。